# Oscar/Bester Hauptdarsteller
Mit dem Oscar für den besten Hauptdarsteller wird die Leistung eines Filmschauspielers in einer Hauptrolle gewürdigt. Der Preis wird traditionellerweise von der letztjährigen Gewinnerin des Oscars für die beste Hauptdarstellerin verliehen.

## Statistik
| Bester Hauptdarsteller                        | Bester Hauptdarsteller |
| --------------------------------------------- | --- |
| 3-facher Preisträger                          | Daniel Day-Lewis (6) |
| 2-fache Preisträger                           | Spencer Tracy (9), Jack Nicholson (8), Marlon Brando (7), Dustin Hoffman (7), Gary Cooper (5), Tom Hanks (5), Fredric March (5), Sean Penn (5), Anthony Hopkins (4), Adrien Brody (2) |
| Preisträger                                   | Laurence Olivier (9), Paul Newman (8), Jack Lemmon (7), Denzel Washington (7), Robert De Niro (5), Leonardo DiCaprio (5), Paul Muni (5), Al Pacino (5), Gregory Peck (5), James Stewart (5), Burt Lancaster (4), Humphrey Bogart (3), Jeff Bridges (3), James Cagney (3), Ronald Colman (3), Bing Crosby (3), Russell Crowe (3), Robert Duvall (3), Clark Gable (3), William Holden (3), William Hurt (3), Charles Laughton (3), Gary Oldman (3), Joaquin Phoenix (3), Will Smith (3), Jon Voight (3), George Arliss (2), Wallace Beery (2), Nicolas Cage (2), Robert Donat (2), Richard Dreyfuss (2), José Ferrer (2), Peter Finch (2), Colin Firth (2), Henry Fonda (2), Alec Guinness (2), Gene Hackman (2), Rex Harrison (2), Ben Kingsley (2), Sidney Poitier (2), Eddie Redmayne (2), Geoffrey Rush (2), Maximilian Schell (2), George C. Scott (2), Rod Steiger (2), John Wayne (2), F. Murray Abraham, Casey Affleck, Lionel Barrymore, Warner Baxter, Roberto Benigni, Ernest Borgnine, Yul Brynner, Art Carney, Broderick Crawford, Michael Douglas, Jean Dujardin, Jamie Foxx, Brendan Fraser, Charlton Heston, Philip Seymour Hoffman, Jeremy Irons, Emil Jannings, Paul Lukas, Lee Marvin, Matthew McConaughey, Victor McLaglen, Rami Malek, Ray Milland, Cillian Murphy, David Niven, Cliff Robertson, Paul Scofield, Kevin Spacey, Forest Whitaker |
| 8-fache Nominierung (ohne jemals zu gewinnen) | Peter O’Toole |
| 6-fache Nominierung (ohne jemals zu gewinnen) | Richard Burton |
| 4-fache Nominierung (ohne jemals zu gewinnen) | Warren Beatty, Charles Boyer, Michael Caine, Bradley Cooper, Albert Finney |
| 3-fache Nominierung (ohne jemals zu gewinnen) | Javier Bardem, Montgomery Clift, Johnny Depp, Kirk Douglas, Marcello Mastroianni, Viggo Mortensen, William Powell, Robin Williams |
| 2-fache Nominierung (ohne jemals zu gewinnen) | Alan Arkin, Richard Barthelmess, Benedict Cumberbatch, Timothée Chalamet, Charlie Chaplin, Tom Cruise, Matt Damon, James Dean, Colman Domingo, Clint Eastwood, Ralph Fiennes, Ryan Gosling, Andrew Garfield, Cary Grant, Richard Harris, Walter Huston, Leslie Howard, Walter Matthau, Robert Montgomery, Nick Nolte, Walter Pidgeon, Brad Pitt, Mickey Rooney, Anthony Quinn, Peter Sellers, John Travolta |
| Ältester Gewinner und Nominierter             | Anthony Hopkins (83 Jahre alt) |
| Jüngster Gewinner                             | Adrien Brody (29 Jahre alt) |
| Jüngster Nominierter                          | Jackie Cooper (9 Jahre alt) |

In der Klammer steht die Gesamtzahl der erhaltenen Nominierungen in dieser Kategorie. Filme qualifizieren sich jeweils im Folgejahr ihrer Veröffentlichung für einen Oscar. In unten stehender Tabelle sind die Preisträger nach dem Jahr der Verleihung geordnet.

## Wissenswertes
- Emil Jannings gewann 1929 als erster Schauspieler einen Oscar für seine Darstellung in zwei Filmen – Der Weg allen Fleisches (1927) und Sein letzter Befehl (1928). Im selben Jahr wurde Richard Barthelmess für seine Darstellung in ebenfalls zwei Filmen – Die Welt in Flammen (1927) und Die Nacht ohne Hoffnung (1928) – als bester Hauptdarsteller nominiert.
- Nur Spencer Tracy und Tom Hanks gelang es, in zwei aufeinander folgenden Jahren zu gewinnen. Tracy gewann 1938 für Manuel und 1939 für Teufelskerle; Hanks gewann 1994 für Philadelphia und 1995 für Forrest Gump.
- Die größte Zeitspanne zwischen zwei Siegen beträgt 29 Jahre: Anthony Hopkins gewann 1992 für Das Schweigen der Lämmer und 2021 für The Father.
- Für die Darstellung derselben Figur gewannen Marlon Brando und Robert De Niro jeweils einen Oscar. Brando spielte Don Vito Corleone in Der Pate, und De Niro spielte ihn (als jungen Mann) in Der Pate – Teil II. Jahrzehnte später gewannen Heath Ledger (posthum) und Joaquin Phoenix jeweils einen Oscar für verschiedene Adaptionen des Jokers in den Filmen The Dark Knight und Joker.
- Bei folgenden Filmen wurden mehrere Schauspieler als bester Hauptdarsteller nominiert:
  - Clark Gable, Charles Laughton und Franchot Tone in Meuterei auf der Bounty (1936)
  - Bing Crosby und Barry Fitzgerald in Der Weg zum Glück (1945)
  - Montgomery Clift und Burt Lancaster in Verdammt in alle Ewigkeit (1954)
  - James Dean und Rock Hudson in Giganten (1957)
  - Tony Curtis und Sidney Poitier in Flucht in Ketten (1959)
  - Maximilian Schell und Spencer Tracy in Urteil von Nürnberg (1962)
  - Richard Burton und Peter O’Toole in Becket (1965)
  - Michael Caine und Laurence Olivier in Mord mit kleinen Fehlern (1973)
  - Peter Finch und William Holden in Network (1977)
  - Tom Courtenay und Albert Finney in Ein ungleiches Paar (1984)
  - F. Murray Abraham und Tom Hulce in Amadeus (1985)
- Nur 1932 wurde der Preis zweimal verliehen: an Fredric March und Wallace Beery. March hatte eine Stimme mehr als Beery, aber wegen des geringen Abstandes entschied die Academy, beiden den Preis zu geben. Nach heutigen Regeln würde der Preis nur bei exaktem Gleichstand zweimal verliehen werden.
- Posthume Gewinner: Peter Finch
- Posthume Nominierte: James Dean, Spencer Tracy, Massimo Troisi und Chadwick Boseman
- Nur James Dean wurde zweimal posthum nominiert.
- Mehrere Schauspieler wurden zweimal für dieselbe Figur nominiert: Bing Crosby als Father O’Malley in Der Weg zum Glück und Die Glocken von St. Marien; Peter O’Toole als Henry II in Becket und Der Löwe im Winter; und Paul Newman als „Fast Eddie“ Felson in Haie der Großstadt und Die Farbe des Geldes, jeweils als bester Hauptdarsteller. Sylvester Stallone wurde für seine Darstellung des Rocky Balboa je einmal als bester Hauptdarsteller (für Rocky) und als bester Nebendarsteller (für Creed – Rocky’s Legacy) nominiert. Gleiches schaffte Al Pacino; er wurde für die Figur des Michael Corleone einmal als bester Nebendarsteller in Der Pate und einmal als bester Hauptdarsteller in Der Pate – Teil II nominiert.
- Nur Michael Douglas und Laurence Olivier gewannen in den Kategorien Bester Hauptdarsteller und Bester Produzent (Douglas: Bester Hauptdarsteller für Wall Street und bester Produzent für Einer flog über das Kuckucksnest; Olivier: Bester Hauptdarsteller für Hamlet und bester Produzent für Hamlet).
- Barry Fitzgerald wurde für Der Weg zum Glück sowohl als Bester Haupt- als auch als bester Nebendarsteller nominiert (die Regeln wurden später geändert).
- Zwei Schauspieler waren bei dem Film, bei dem sie einen Oscar als bester Hauptdarsteller gewonnen haben, Regisseur: Laurence Olivier bei Hamlet und Roberto Benigni bei Das Leben ist schön.
- Zwei Sieger verzichteten auf den Preis: George C. Scott für Patton – Rebell in Uniform (1971) und Marlon Brando für Der Pate (1973).
- Filmfiguren, deren Darstellung von verschiedenen Schauspielern zu Oscar-Nominierungen führten: Fredric March und James Mason als Norman Maine in Ein Stern geht auf und Ein neuer Stern am Himmel (Bradley Cooper erhielt für seine Darstellung in dem erneuten Remake A Star Is Born 2019 eine weitere Nominierung, sein Rollenname ist aber mit Jackson Maine leicht abgeändert); Robert Donat und Peter O’Toole als Lehrer Mr. Chipping in Auf Wiedersehen, Mr. Chips und der Version von 1969 Goodbye, Mr. Chips; Laurence Olivier (in Heinrich V.) und Kenneth Branagh (in Henry V.) als Heinrich V. von England. Charles Laughton und Richard Burton als Heinrich VIII. von England in Das Privatleben Heinrichs VIII. und Königin für tausend Tage; Leslie Howard und Rex Harrison als Professor Henry Higgins in Der Roman eines Blumenmädchens und My Fair Lady; José Ferrer und Gérard Depardieu als Cyrano de Bergerac in Der letzte Musketier von 1950 und Cyrano de Bergerac von 1990; Robert Montgomery und Warren Beatty als Joe Pendleton in Urlaub vom Himmel und Der Himmel soll warten; Anthony Hopkins und Frank Langella als Richard Nixon in Nixon und Frost/Nixon; sowie John Wayne und Jeff Bridges als Rooster Cogburn in Der Marshal und True Grit.
- 15 Minuten und 38 Sekunden war David Niven in Getrennt von Tisch und Bett auf der Leinwand zu sehen. Seine Darstellung gilt als die kürzeste, die je mit einem Oscar für den Besten Hauptdarsteller ausgezeichnet wurde. An zweiter Stelle folgt Anthony Hopkins’ Darstellung von Hannibal Lecter in Das Schweigen der Lämmer (ca. 16 Minuten).[1]
- Sechs Schauspieler gewannen den Oscar für die beste Hauptrolle und für die beste Nebenrolle: Jack Lemmon, Robert De Niro, Jack Nicholson, Gene Hackman, Kevin Spacey und Denzel Washington.
- Charlie Chaplin in Der große Diktator, José Ferrer in Moulin Rouge, Peter Sellers in Dr. Seltsam, Lee Marvin in Cat Ballou und Nicolas Cage in Adaption – Der Orchideen-Dieb wurden für Doppelt-, beziehungsweise Dreifachrollen im selben Film nominiert.
- Von 2007 bis 2019 gingen sechs Hauptpreise an Darsteller historischer Staatsführer: drei englische Monarchen (2011 Colin Firth The King’s Speech, 2007 Helen Mirren Die Queen, 2019 Olivia Colman The Favourite) sowie drei Regierungschefs (2013 Daniel Day-Lewis Lincoln, 2012 Meryl Streep Die Eiserne Lady, 2018 Gary Oldman Die dunkelste Stunde). Zuvor wurden lediglich Charles Laughton (Das Privatleben Heinrichs VIII. 1934) und Audrey Hepburn (Ein Herz und eine Krone 1954) in solchen Hauptrollen ausgezeichnet.[2][3][4]

## 1929–1930
| Jahr         | Preisträger   | für den Film                                | Nominierungen |
| ------------ | ------------- | ------------------------------------------- | --- |
| 1929         | Emil Jannings | Sein letzter Befehl Der Weg allen Fleisches | Richard Barthelmess für Die Nacht ohne Hoffnung Richard Barthelmess für Die Welt in Flammen |
| 1930 (April) | Warner Baxter | In Old Arizona                              | Lewis Stone für Der Patriot Chester Morris für Alibi Paul Muni für The Valiant George Bancroft für Sie nannten ihn Thunderbolt |
| 1930 (Nov.)  | George Arliss | Disraeli                                    | George Arliss für The Green Goddess Wallace Beery für Hölle hinter Gittern Maurice Chevalier für The Big Pond Maurice Chevalier für Liebesparade Ronald Colman für Bulldog Drummond Ronald Colman für Flucht von der Teufelsinsel Lawrence Tibbett für Banditenlied |

## 1931–1940
| Jahr | Preisträger                                 | für den Film                                | Nominierungen |                                             |
| ---- | ------------------------------------------- | ------------------------------------------- | --- | ------------------------------------------- |
| 1931 | Lionel Barrymore                            | Der Mut zum Glück                           | Jackie Cooper für Skippy Richard Dix für Pioniere des wilden Westens Fredric March für The Royal Family of Broadway Adolphe Menjou für The Front Page                 |                                             |
| 1932 | Wallace Beery                               | Der Champ                                   | Alfred Lunt für The Guardsman |                                             |
| 1932 | Fredric March (1. Auszeichnung)             | Dr. Jekyll und Mr. Hyde                     | Alfred Lunt für The Guardsman |                                             |
| 1933 | Die Oscar-Verleihung fand 1933 nicht statt. | Die Oscar-Verleihung fand 1933 nicht statt. | Die Oscar-Verleihung fand 1933 nicht statt. | Die Oscar-Verleihung fand 1933 nicht statt. |
| 1934 | Charles Laughton                            | Das Privatleben Heinrichs VIII.             | Leslie Howard für Berkeley Square Paul Muni für Jagd auf James A. |                                             |
| 1935 | Clark Gable                                 | Es geschah in einer Nacht                   | Frank Morgan für Alles liebt, alles lügt William Powell für Der dünne Mann                                                                                            |                                             |
| 1936 | Victor McLaglen                             | Der Verräter                                | Clark Gable für Meuterei auf der Bounty Charles Laughton für Meuterei auf der Bounty Paul Muni für In blinder Wut Franchot Tone für Meuterei auf der Bounty           |                                             |
| 1937 | Paul Muni                                   | Louis Pasteur                               | Gary Cooper für Mr. Deeds geht in die Stadt Walter Huston für Zeit der Liebe, Zeit des Abschieds William Powell für Mein Mann Godfrey Spencer Tracy für San Francisco |                                             |
| 1938 | Spencer Tracy (1. Auszeichnung)             | Manuel                                      | Charles Boyer für Maria Walewska Fredric March für Ein Stern geht auf Robert Montgomery für Night Must Fall Paul Muni für Das Leben des Emile Zola                    |                                             |
| 1939 | Spencer Tracy (2. Auszeichnung)             | Teufelskerle                                | Charles Boyer für Algiers James Cagney für Chicago – Engel mit schmutzigen Gesichtern Robert Donat für Die Zitadelle Leslie Howard für Der Roman eines Blumenmädchens |                                             |
| 1940 | Robert Donat                                | Auf Wiedersehen, Mr. Chips                  | Clark Gable für Vom Winde verweht Laurence Olivier für Sturmhöhe Mickey Rooney für Musik ist unsere Welt James Stewart für Mr. Smith geht nach Washington             |                                             |

## 1941–1950
| Jahr | Preisträger                     | für den Film                    | Nominierungen |
| ---- | ------------------------------- | ------------------------------- | --- |
| 1941 | James Stewart                   | Die Nacht vor der Hochzeit      | Charles Chaplin für Der große Diktator Henry Fonda für Früchte des Zorns Raymond Massey für Abe Lincoln in Illinois Laurence Olivier für Rebecca                   |
| 1942 | Gary Cooper (1. Auszeichnung)   | Sergeant York                   | Cary Grant für Akkorde der Liebe Walter Huston für Der Teufel und Daniel Webster Robert Montgomery für Urlaub vom Himmel Orson Welles für Citizen Kane             |
| 1943 | James Cagney                    | Yankee Doodle Dandy             | Ronald Colman für Gefundene Jahre Gary Cooper für Der große Wurf Walter Pidgeon für Mrs. Miniver Monty Woolley für The Pied Piper                                  |
| 1944 | Paul Lukas                      | Watch on the Rhine              | Humphrey Bogart für Casablanca Gary Cooper für Wem die Stunde schlägt Walter Pidgeon für Madame Curie Mickey Rooney für Und das Leben geht weiter                  |
| 1945 | Bing Crosby                     | Der Weg zum Glück               | Charles Boyer für Das Haus der Lady Alquist Barry Fitzgerald für Der Weg zum Glück Cary Grant für None But the Lonely Heart Alexander Knox für Wilson              |
| 1946 | Ray Milland                     | Das verlorene Wochenende        | Bing Crosby für Die Glocken von St. Marien Gene Kelly für Urlaub in Hollywood Gregory Peck für Schlüssel zum Himmelreich Cornel Wilde für Polonaise                |
| 1947 | Fredric March (2. Auszeichnung) | Die besten Jahre unseres Lebens | Laurence Olivier für Heinrich V. Larry Parks für Der Jazzsänger Gregory Peck für Die Wildnis ruft James Stewart für Ist das Leben nicht schön?                     |
| 1948 | Ronald Colman                   | Ein Doppelleben                 | John Garfield für Jagd nach Millionen Gregory Peck für Tabu der Gerechten William Powell für Unser Leben mit Vater Michael Redgrave für Trauer muss Elektra tragen |
| 1949 | Laurence Olivier                | Hamlet                          | Lew Ayres für Schweigende Lippen Montgomery Clift für Die Gezeichneten Dan Dailey für When My Baby Smiles at Me Clifton Webb für Belvedere, das verkannte Genie    |
| 1950 | Broderick Crawford              | Der Mann, der herrschen wollte  | Kirk Douglas für Zwischen Frauen und Seilen Gregory Peck für Der Kommandeur Richard Todd für Gezählte Stunden John Wayne für Du warst unser Kamerad                |

## 1951–1960
| Jahr | Preisträger                     | für den Film                | Nominierungen |
| ---- | ------------------------------- | --------------------------- | --- |
| 1951 | José Ferrer                     | Der letzte Musketier        | Louis Calhern für The Magnificent Yankee William Holden für Boulevard der Dämmerung James Stewart für Mein Freund Harvey Spencer Tracy für Vater der Braut                    |
| 1952 | Humphrey Bogart                 | African Queen               | Marlon Brando für Endstation Sehnsucht Montgomery Clift für Ein Platz an der Sonne Arthur Kennedy für Sieg über das Dunkel Fredric March für Der Tod eines Handlungsreisenden |
| 1953 | Gary Cooper (2. Auszeichnung)   | Zwölf Uhr mittags           | Marlon Brando für Viva Zapata! Kirk Douglas für Stadt der Illusionen José Ferrer für Moulin Rouge Alec Guinness für Das Glück kam über Nacht                                  |
| 1954 | William Holden                  | Stalag 17                   | Marlon Brando für Julius Caesar Richard Burton für Das Gewand Montgomery Clift für Verdammt in alle Ewigkeit Burt Lancaster für Verdammt in alle Ewigkeit                     |
| 1955 | Marlon Brando (1. Auszeichnung) | Die Faust im Nacken         | Humphrey Bogart für Die Caine war ihr Schicksal Bing Crosby für Ein Mädchen vom Lande James Mason für Ein neuer Stern am Himmel Dan O’Herlihy für Robinson Crusoe             |
| 1956 | Ernest Borgnine                 | Marty                       | James Cagney für Tyrannische Liebe James Dean (posthum) für Jenseits von Eden Frank Sinatra für Der Mann mit dem goldenen Arm Spencer Tracy für Stadt in Angst                |
| 1957 | Yul Brynner                     | Der König und ich           | James Dean (posthum) für Giganten Kirk Douglas für Vincent van Gogh – Ein Leben in Leidenschaft Rock Hudson für Giganten Laurence Olivier für Richard III.                    |
| 1958 | Alec Guinness                   | Die Brücke am Kwai          | Marlon Brando für Sayonara Anthony Franciosa für Giftiger Schnee Charles Laughton für Zeugin der Anklage Anthony Quinn für Wild ist der Wind                                  |
| 1959 | David Niven                     | Getrennt von Tisch und Bett | Tony Curtis für Flucht in Ketten Paul Newman für Die Katze auf dem heißen Blechdach Sidney Poitier für Flucht in Ketten Spencer Tracy für Der alte Mann und das Meer          |
| 1960 | Charlton Heston                 | Ben Hur                     | Laurence Harvey für Der Weg nach oben Jack Lemmon für Manche mögen’s heiß Paul Muni für Der Zorn des Gerechten James Stewart für Anatomie eines Mordes                        |

## 1961–1970
| Jahr | Preisträger       | für den Film                             | Nominierungen |
| ---- | ----------------- | ---------------------------------------- | --- |
| 1961 | Burt Lancaster    | Elmer Gantry                             | Trevor Howard für Söhne und Liebhaber Jack Lemmon für Das Appartement Laurence Olivier für Der Komödiant Spencer Tracy für Wer den Wind sät                                                                |
| 1962 | Maximilian Schell | Urteil von Nürnberg                      | Spencer Tracy für Urteil von Nürnberg Stuart Whitman für Gebrandmarkt Charles Boyer für Fanny Paul Newman für Haie der Großstadt                                                                           |
| 1963 | Gregory Peck      | Wer die Nachtigall stört                 | Burt Lancaster für Der Gefangene von Alcatraz Jack Lemmon für Die Tage des Weines und der Rosen Marcello Mastroianni für Scheidung auf italienisch Peter O’Toole für Lawrence von Arabien                  |
| 1964 | Sidney Poitier    | Lilien auf dem Felde                     | Albert Finney für Tom Jones – Zwischen Bett und Galgen Richard Harris für Lockender Lorbeer Rex Harrison für Cleopatra Paul Newman für Der Wildeste unter Tausend                                          |
| 1965 | Rex Harrison      | My Fair Lady                             | Richard Burton für Becket Peter O’Toole für Becket Anthony Quinn für Alexis Sorbas Peter Sellers für Dr. Seltsam oder: Wie ich lernte, die Bombe zu lieben                                                 |
| 1966 | Lee Marvin        | Cat Ballou – Hängen sollst du in Wyoming | Richard Burton für Der Spion, der aus der Kälte kam Laurence Olivier für Othello Rod Steiger für Der Pfandleiher Oskar Werner für Das Narrenschiff                                                         |
| 1967 | Paul Scofield     | Ein Mann zu jeder Jahreszeit             | Alan Arkin für Die Russen kommen! Die Russen kommen! Richard Burton für Wer hat Angst vor Virginia Woolf? Michael Caine für Der Verführer läßt schön grüßen Steve McQueen für Kanonenboot am Yangtse-Kiang |
| 1968 | Rod Steiger       | In der Hitze der Nacht                   | Warren Beatty für Bonnie und Clyde Dustin Hoffman für Die Reifeprüfung Paul Newman für Der Unbeugsame Spencer Tracy (posthum) für Rat mal, wer zum Essen kommt                                             |
| 1969 | Cliff Robertson   | Charly                                   | Alan Arkin für Das Herz ist ein einsamer Jäger Alan Bates für Ein Mann wie Hiob Ron Moody für Oliver Peter O’Toole für Der Löwe im Winter                                                                  |
| 1970 | John Wayne        | Der Marshal                              | Richard Burton für Königin für tausend Tage Dustin Hoffman für Asphalt-Cowboy Peter O’Toole für Goodbye, Mr. Chips Jon Voight für Asphalt-Cowboy                                                           |

## 1971–1980
| Jahr | Preisträger                                                                     | für den Film                            | Nominierungen |
| ---- | ------------------------------------------------------------------------------- | --------------------------------------- | --- |
| 1971 | George C. Scott (Preis aus moralischen Gründen abgelehnt)                       | Patton – Rebell in Uniform              | Melvyn Douglas für Kein Lied für meinen Vater James Earl Jones für Die große weiße Hoffnung Jack Nicholson für Five Easy Pieces – Ein Mann sucht sich selbst Ryan O’Neal für Love Story |
| 1972 | Gene Hackman                                                                    | French Connection – Brennpunkt Brooklyn | Peter Finch für Sunday, Bloody Sunday Walter Matthau für Opa kann’s nicht lassen George C. Scott für Hospital Chaim Topol für Anatevka                                                  |
| 1973 | Marlon Brando (2. Auszeichnung; jedoch Preis aus politischen Gründen abgelehnt) | Der Pate                                | Michael Caine für Mord mit kleinen Fehlern Laurence Olivier für Mord mit kleinen Fehlern Peter O’Toole für The Ruling Class Paul Winfield für Das Jahr ohne Vater                       |
| 1974 | Jack Lemmon                                                                     | Save the Tiger                          | Marlon Brando für Der letzte Tango in Paris Jack Nicholson für Das letzte Kommando Al Pacino für Serpico Robert Redford für Der Clou                                                    |
| 1975 | Art Carney                                                                      | Harry und Tonto                         | Albert Finney für Mord im Orient-Expreß Dustin Hoffman für Lenny Jack Nicholson für Chinatown Al Pacino für Der Pate – Teil II                                                          |
| 1976 | Jack Nicholson (1. Auszeichnung)                                                | Einer flog über das Kuckucksnest        | Walter Matthau für Die Sunny Boys Al Pacino für Hundstage Maximilian Schell für The Man in the Glass Booth James Whitmore für Give ’em Hell, Harry!                                     |
| 1977 | Peter Finch (Posthume Auszeichnung)                                             | Network                                 | Robert De Niro für Taxi Driver Giancarlo Giannini für Sieben Schönheiten William Holden für Network Sylvester Stallone für Rocky                                                        |
| 1978 | Richard Dreyfuss                                                                | Der Untermieter                         | Woody Allen für Der Stadtneurotiker Richard Burton für Equus – Blinde Pferde Marcello Mastroianni für Ein besonderer Tag John Travolta für Saturday Night Fever                         |
| 1979 | Jon Voight                                                                      | Coming Home – Sie kehren heim           | Warren Beatty für Der Himmel soll warten Gary Busey für Die Buddy Holly Story Robert De Niro für Die durch die Hölle gehen Laurence Olivier für The Boys from Brazil                    |
| 1980 | Dustin Hoffman (1. Auszeichnung)                                                | Kramer gegen Kramer                     | Jack Lemmon für Das China-Syndrom Al Pacino für … und Gerechtigkeit für alle Roy Scheider für Hinter dem Rampenlicht Peter Sellers für Willkommen Mr. Chance                            |

## 1981–1990
| Jahr | Preisträger                        | für den Film         | Nominierungen |
| ---- | ---------------------------------- | -------------------- | --- |
| 1981 | Robert De Niro                     | Wie ein wilder Stier | Robert Duvall für Der große Santini John Hurt für Der Elefantenmensch Jack Lemmon für Ein Sommer in Manhattan Peter O’Toole für Der lange Tod des Stuntman Cameron      |
| 1982 | Henry Fonda                        | Am goldenen See      | Warren Beatty für Reds Burt Lancaster für Atlantic City, USA Dudley Moore für Arthur – Kein Kind von Traurigkeit Paul Newman für Die Sensationsreporterin               |
| 1983 | Ben Kingsley                       | Gandhi               | Dustin Hoffman für Tootsie Jack Lemmon für Vermißt Paul Newman für The Verdict – Die Wahrheit und nichts als die Wahrheit Peter O’Toole für Ein Draufgänger in New York |
| 1984 | Robert Duvall                      | Comeback der Liebe   | Michael Caine für Rita will es endlich wissen Tom Conti für Ruben, Ruben Tom Courtenay für Ein ungleiches Paar Albert Finney für Ein ungleiches Paar                    |
| 1985 | F. Murray Abraham                  | Amadeus              | Jeff Bridges für Starman Albert Finney für Unter dem Vulkan Tom Hulce für Amadeus Sam Waterston für The Killing Fields – Schreiendes Land                               |
| 1986 | William Hurt                       | Kuß der Spinnenfrau  | Harrison Ford für Der einzige Zeuge James Garner für Die zweite Wahl – Eine Romanze Jack Nicholson für Die Ehre der Prizzis Jon Voight für Runaway Train                |
| 1987 | Paul Newman                        | Die Farbe des Geldes | Dexter Gordon für Um Mitternacht Bob Hoskins für Mona Lisa William Hurt für Gottes vergessene Kinder James Woods für Salvador                                           |
| 1988 | Michael Douglas                    | Wall Street          | William Hurt für Nachrichtenfieber – Broadcast News Marcello Mastroianni für Schwarze Augen Jack Nicholson für Wolfsmilch Robin Williams für Good Morning, Vietnam      |
| 1989 | Dustin Hoffman (2. Auszeichnung)   | Rain Man             | Gene Hackman für Mississippi Burning – Die Wurzel des Hasses Tom Hanks für Big Edward James Olmos für Stand and Deliver Max von Sydow für Pelle, der Eroberer           |
| 1990 | Daniel Day-Lewis (1. Auszeichnung) | Mein linker Fuß      | Kenneth Branagh für Henry V. Tom Cruise für Geboren am 4. Juli Morgan Freeman für Miss Daisy und ihr Chauffeur Robin Williams für Der Club der toten Dichter            |

## 1991–2000
| Jahr | Preisträger                       | für den Film                | Nominierungen |
| ---- | --------------------------------- | --------------------------- | --- |
| 1991 | Jeremy Irons                      | Die Affäre der Sunny von B. | Kevin Costner für Der mit dem Wolf tanzt Robert De Niro für Zeit des Erwachens Gérard Depardieu für Cyrano de Bergerac Richard Harris für Das Feld                                                      |
| 1992 | Anthony Hopkins (1. Auszeichnung) | Das Schweigen der Lämmer    | Warren Beatty für Bugsy Robert De Niro für Kap der Angst Nick Nolte für Herr der Gezeiten Robin Williams für König der Fischer                                                                          |
| 1993 | Al Pacino                         | Der Duft der Frauen         | Robert Downey Jr. für Chaplin Clint Eastwood für Erbarmungslos Stephen Rea für The Crying Game Denzel Washington für Malcolm X                                                                          |
| 1994 | Tom Hanks (1. Auszeichnung)       | Philadelphia                | Daniel Day-Lewis für Im Namen des Vaters Laurence Fishburne für Tina – What’s Love Got to Do with It? Anthony Hopkins für Was vom Tage übrig blieb Liam Neeson für Schindlers Liste                     |
| 1995 | Tom Hanks (2. Auszeichnung)       | Forrest Gump                | Morgan Freeman für Die Verurteilten Nigel Hawthorne für King George – Ein Königreich für mehr Verstand Paul Newman für Nobody’s Fool – Auf Dauer unwiderstehlich John Travolta für Pulp Fiction         |
| 1996 | Nicolas Cage                      | Leaving Las Vegas           | Richard Dreyfuss für Mr. Holland’s Opus Anthony Hopkins für Nixon Sean Penn für Dead Man Walking – Sein letzter Gang Massimo Troisi (posthum) für Der Postmann                                          |
| 1997 | Geoffrey Rush                     | Shine – Der Weg ins Licht   | Tom Cruise für Jerry Maguire – Spiel des Lebens Ralph Fiennes für Der englische Patient Woody Harrelson für Larry Flynt – Die nackte Wahrheit Billy Bob Thornton für Sling Blade – Auf Messers Schneide |
| 1998 | Jack Nicholson (2. Auszeichnung)  | Besser geht’s nicht         | Matt Damon für Good Will Hunting Robert Duvall für Apostel! Peter Fonda für Ulee’s Gold Dustin Hoffman für Wag the Dog – Wenn der Schwanz mit dem Hund wedelt                                           |
| 1999 | Roberto Benigni                   | Das Leben ist schön         | Tom Hanks für Der Soldat James Ryan Ian McKellen für Gods and Monsters Nick Nolte für Der Gejagte Edward Norton für American History X                                                                  |
| 2000 | Kevin Spacey                      | American Beauty             | Russell Crowe für Insider Richard Farnsworth für Eine wahre Geschichte – The Straight Story Sean Penn für Sweet and Lowdown Denzel Washington für Hurricane                                             |

## 2001–2010
| Jahr | Preisträger                        | für den Film                    | Nominierungen |
| ---- | ---------------------------------- | ------------------------------- | --- |
| 2001 | Russell Crowe                      | Gladiator                       | Javier Bardem für Before Night Falls Tom Hanks für Cast Away – Verschollen Ed Harris für Pollock Geoffrey Rush für Quills – Macht der Besessenheit                                                            |
| 2002 | Denzel Washington                  | Training Day                    | Russell Crowe für A Beautiful Mind – Genie und Wahnsinn Sean Penn für Ich bin Sam Will Smith für Ali Tom Wilkinson für In the Bedroom                                                                         |
| 2003 | Adrien Brody (1. Auszeichnung)     | Der Pianist                     | Nicolas Cage für Adaption – Der Orchideen-Dieb Michael Caine für Der stille Amerikaner Daniel Day-Lewis für Gangs of New York Jack Nicholson für About Schmidt                                                |
| 2004 | Sean Penn (1. Auszeichnung)        | Mystic River                    | Johnny Depp für Fluch der Karibik Ben Kingsley für Haus aus Sand und Nebel Jude Law für Unterwegs nach Cold Mountain Bill Murray für Lost in Translation                                                      |
| 2005 | Jamie Foxx                         | Ray                             | Don Cheadle für Hotel Ruanda Johnny Depp für Wenn Träume fliegen lernen Leonardo DiCaprio für Aviator Clint Eastwood für Million Dollar Baby                                                                  |
| 2006 | Philip Seymour Hoffman             | Capote                          | Terrence Howard für Hustle & Flow Heath Ledger für Brokeback Mountain Joaquin Phoenix für Walk the Line David Strathairn für Good Night, and Good Luck                                                        |
| 2007 | Forest Whitaker                    | Der letzte König von Schottland | Leonardo DiCaprio für Blood Diamond Ryan Gosling für Half Nelson Peter O’Toole für Venus Will Smith für Das Streben nach Glück                                                                                |
| 2008 | Daniel Day-Lewis (2. Auszeichnung) | There Will Be Blood             | George Clooney für Michael Clayton Johnny Depp für Sweeney Todd – Der teuflische Barbier aus der Fleet Street Tommy Lee Jones für Im Tal von Elah Viggo Mortensen für Tödliche Versprechen – Eastern Promises |
| 2009 | Sean Penn (2. Auszeichnung)        | Milk                            | Richard Jenkins für Ein Sommer in New York – The Visitor Frank Langella für Frost/Nixon Brad Pitt für Der seltsame Fall des Benjamin Button Mickey Rourke für The Wrestler                                    |
| 2010 | Jeff Bridges                       | Crazy Heart                     | George Clooney für Up in the Air Colin Firth für A Single Man Morgan Freeman für Invictus – Unbezwungen Jeremy Renner für Tödliches Kommando – The Hurt Locker                                                |

## 2011–2020
| Jahr | Preisträger                        | für den Film                     | Nominierungen |
| ---- | ---------------------------------- | -------------------------------- | --- |
| 2011 | Colin Firth                        | The King’s Speech                | Javier Bardem für Biutiful Jeff Bridges für True Grit Jesse Eisenberg für The Social Network James Franco für 127 Hours                                                                                             |
| 2012 | Jean Dujardin                      | The Artist                       | Demián Bichir für A Better Life George Clooney für The Descendants – Familie und andere Angelegenheiten Gary Oldman für Dame, König, As, Spion Brad Pitt für Die Kunst zu gewinnen – Moneyball                      |
| 2013 | Daniel Day-Lewis (3. Auszeichnung) | Lincoln                          | Bradley Cooper für Silver Linings Hugh Jackman für Les Misérables Joaquin Phoenix für The Master Denzel Washington für Flight                                                                                       |
| 2014 | Matthew McConaughey                | Dallas Buyers Club               | Christian Bale für American Hustle Bruce Dern für Nebraska Leonardo DiCaprio für The Wolf of Wall Street Chiwetel Ejiofor für 12 Years a Slave                                                                      |
| 2015 | Eddie Redmayne                     | Die Entdeckung der Unendlichkeit | Steve Carell für Foxcatcher Bradley Cooper für American Sniper Benedict Cumberbatch für The Imitation Game – Ein streng geheimes Leben Michael Keaton für Birdman oder (Die unverhoffte Macht der Ahnungslosigkeit) |
| 2016 | Leonardo DiCaprio                  | The Revenant – Der Rückkehrer    | Bryan Cranston für Trumbo Matt Damon für Der Marsianer – Rettet Mark Watney Michael Fassbender für Steve Jobs Eddie Redmayne für The Danish Girl                                                                    |
| 2017 | Casey Affleck                      | Manchester by the Sea            | Andrew Garfield für Hacksaw Ridge – Die Entscheidung Ryan Gosling für La La Land Viggo Mortensen für Captain Fantastic – Einmal Wildnis und zurück Denzel Washington für Fences                                     |
| 2018 | Gary Oldman                        | Die dunkelste Stunde             | Timothée Chalamet für Call Me by Your Name Daniel Day-Lewis für Der seidene Faden Daniel Kaluuya für Get Out Denzel Washington für Roman J. Israel, Esq. – Die Wahrheit und nichts als die Wahrheit                 |
| 2019 | Rami Malek                         | Bohemian Rhapsody                | Christian Bale für Vice – Der zweite Mann Bradley Cooper für A Star Is Born Willem Dafoe für Van Gogh – An der Schwelle zur Ewigkeit Viggo Mortensen für Green Book – Eine besondere Freundschaft                   |
| 2020 | Joaquin Phoenix                    | Joker                            | Antonio Banderas für Leid und Herrlichkeit Leonardo DiCaprio für Once Upon a Time in Hollywood Adam Driver für Marriage Story Jonathan Pryce für Die zwei Päpste                                                    |

## 2021–2030
| Jahr | Preisträger                       | für den Film  | Nominierungen |
| ---- | --------------------------------- | ------------- | --- |
| 2021 | Anthony Hopkins (2. Auszeichnung) | The Father    | Riz Ahmed für Sound of Metal Chadwick Boseman (posthum) für Ma Rainey’s Black Bottom Gary Oldman für Mank Steven Yeun für Minari – Wo wir Wurzeln schlagen |
| 2022 | Will Smith                        | King Richard  | Javier Bardem für Being the Ricardos Benedict Cumberbatch für The Power of the Dog Andrew Garfield für Tick, Tick… Boom! Denzel Washington für Macbeth     |
| 2023 | Brendan Fraser                    | The Whale     | Austin Butler für Elvis Colin Farrell für The Banshees of Inisherin Paul Mescal für Aftersun Bill Nighy für Living – Einmal wirklich leben                 |
| 2024 | Cillian Murphy                    | Oppenheimer   | Bradley Cooper für Maestro Colman Domingo für Rustin Paul Giamatti für The Holdovers Jeffrey Wright für Amerikanische Fiktion                              |
| 2025 | Adrien Brody (2. Auszeichnung)    | Der Brutalist | Timothée Chalamet für Like A Complete Unknown Colman Domingo für Sing Sing Ralph Fiennes für Konklave Sebastian Stan für The Apprentice – The Trump Story  |